# Justicia membranifolia
Justicia membranifolia är en akantusväxtart som beskrevs av Jacob Gijsbert Boerlage. Justicia membranifolia ingår i släktet Justicia och familjen akantusväxter. Inga underarter finns listade i Catalogue of Life.